# Naomi Ashcroft
Naomi Ashcroft (19 de mayo de 1968) es una deportista británica que compitió en remo. Ganó una medalla de oro en el Campeonato Mundial de Remo de 2002, en la prueba de dos sin timonel ligero.

## Palmarés internacional
| Campeonato Mundial | Campeonato Mundial | Campeonato Mundial | Campeonato Mundial     |
| Año                | Lugar              | Medalla            | Prueba                 |
| ------------------ | ------------------ | ------------------ | ---------------------- |
| 2002               | Sevilla (España)   | Medalla de oro     | Dos sin timonel ligero |